# Spaniens ockupation av Santiago (Jamaica)
Santiago  var den andra spanska besittningen i Nya världen, och det som senare kom att bli Jamaica. Strider med engelsmännen i Karibien resulterade 1655 i att ön togs från Spanien. Jamaica var första ställe i Nya världen att erövras av annan makt än Spanien och erövringen var cassus belli till krigsutbrottet mellan England och Spanien 1755. England tog formell kontroll över Jamaica och Caymanöarna då fördraget skrivs på. Spanien gick också med på rörelsefrihet för brittiska skepp ute på Karibiska havet. Respektive land gick med på att avstå handel i den andra partens territorium.

### Fotnoter
1. ↑  Hart p.44.
2. ↑  ”History” (HTML). The government of the Cayman Islands. 2 mars 2009. Arkiverad från originalet den 27 april 2006. https://web.archive.org/web/20060427100313/http://www.cayman.gov.ky/servlet/page?_pageid=560&_dad=portal30&_schema=PORTAL30&_mode=3. Läst 7 maj 2009.